# Condylostylus inornatus
Condylostylus inornatus är en tvåvingeart som först beskrevs av Aldrich 1901.  Condylostylus inornatus ingår i släktet Condylostylus och familjen styltflugor.
Artens utbredningsområde är Arizona. Inga underarter finns listade i Catalogue of Life.